# Allée couverte du Prieuré

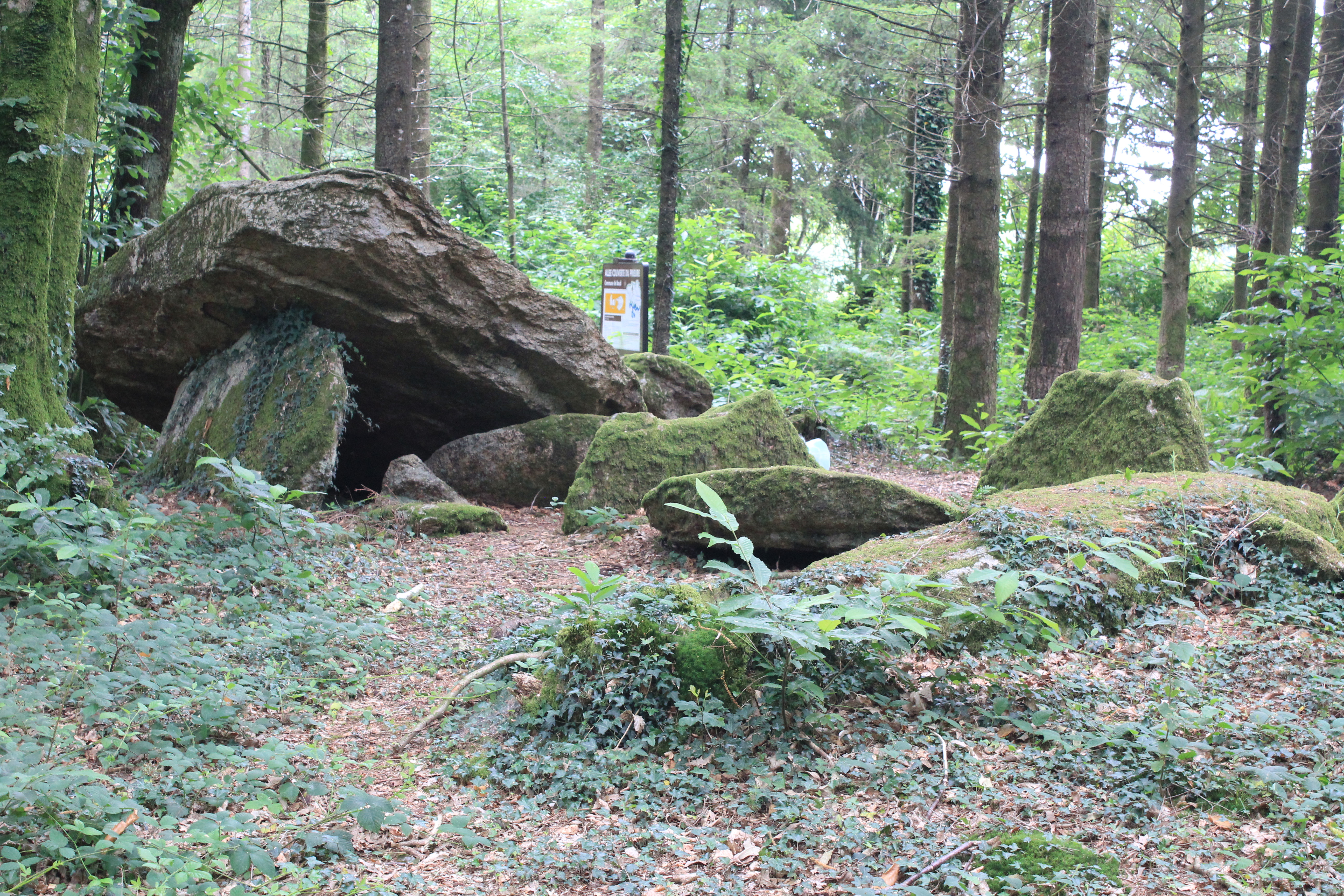
Allée couverte du Prieuré

Die Allée couverte du Prieuré (lokal auch Allée couverte du Prioldi, Allée couverte de Roc’h-Prioldi oder Allée couverte de Roh-Prioldi genannt) ist ein Galeriegrab, etwa 250 m westlich des Weilers Le Prieuré im Wald, südwestlich von Baud, im Département Morbihan in Frankreich.
Die zum Teil gestörte, Nordwest-Südost orientierte Anlage ist eine Mischung zwischen einem Dolmen in V-Form und einem Galeriegrab. Die Galerie ist etwa 11,0 m lang. Die Kammer misst etwa 1,6 m und ist mit einer Platte bedeckt, die verstürzt ist und nur einseitig aufliegt. Alle Orthostaten, die Deckenplatte und die verstreuten Steine sind aus Granit. Die Hügelreste sind noch erkennbar.
Die Anlage ist seit 1971 als Monument historique registriert.

Allée couverte du Prieuré
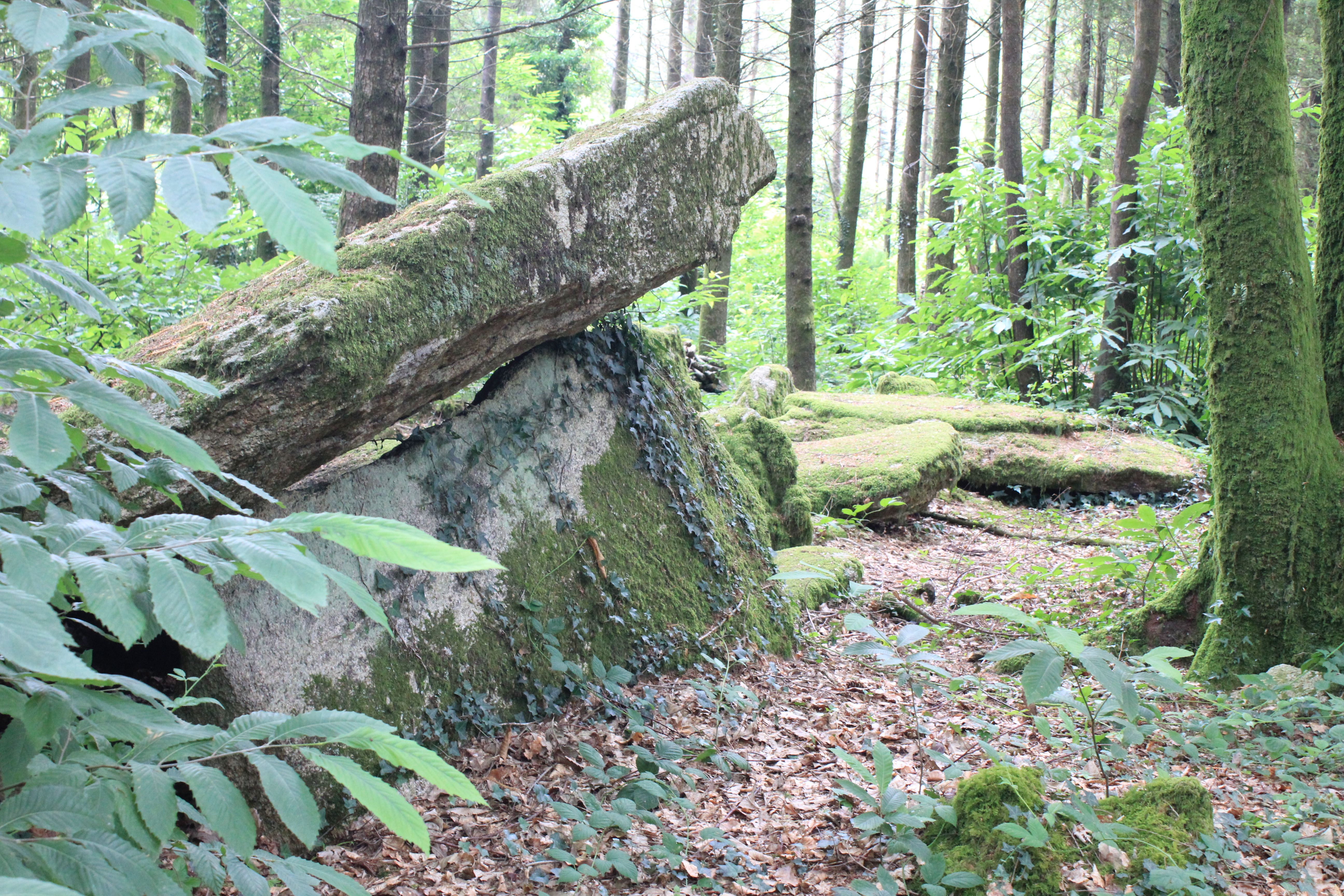
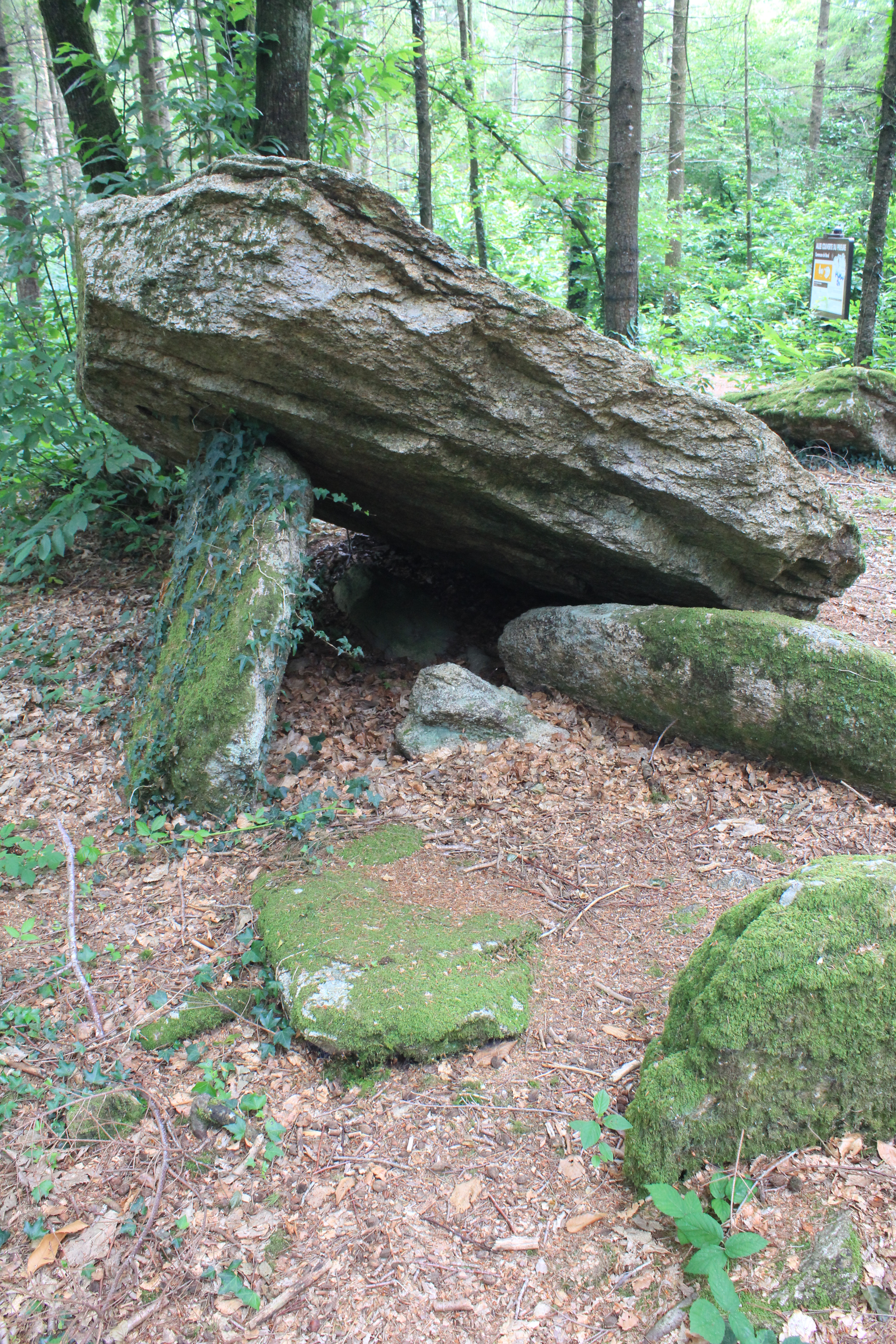
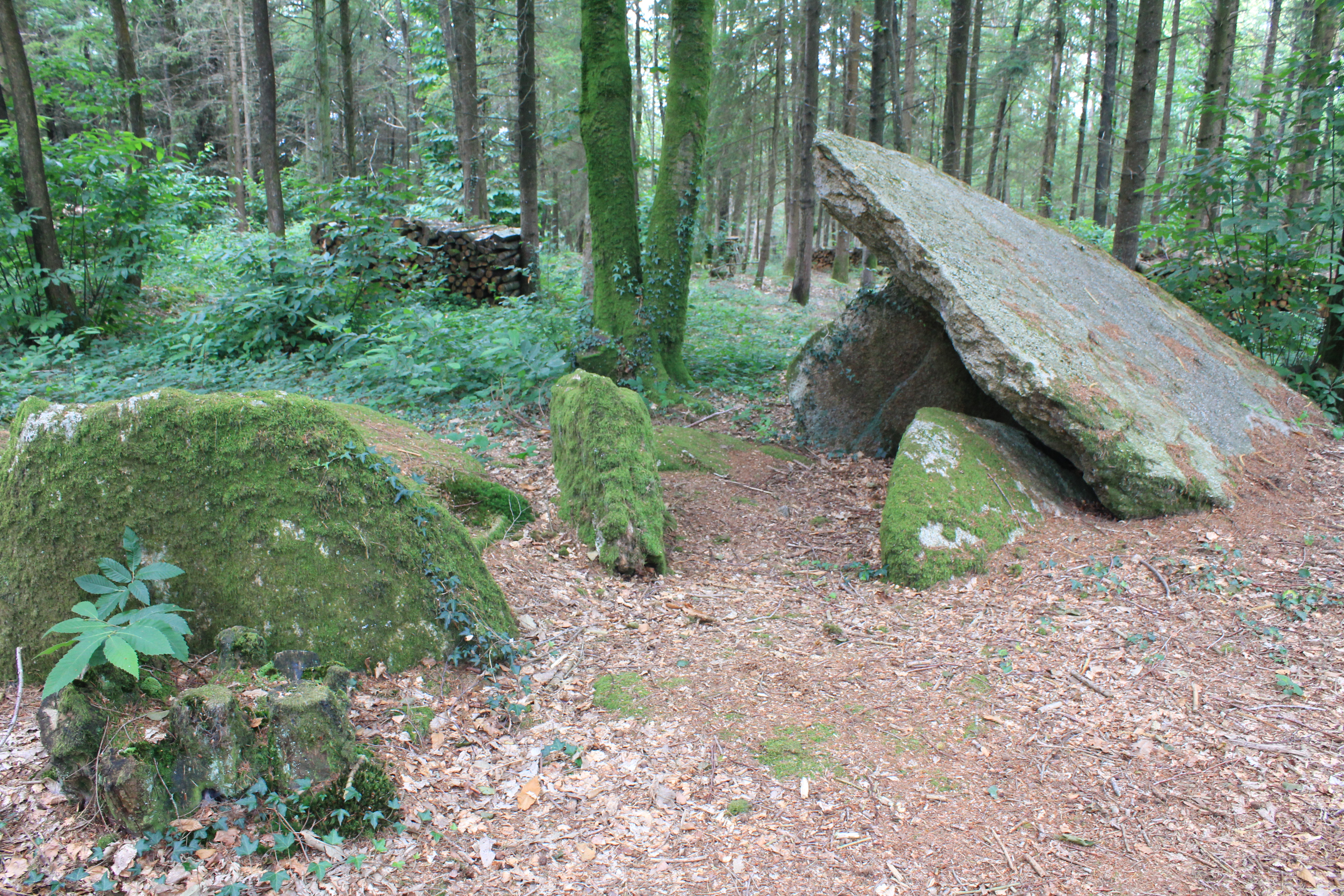